# Philotheca freyciana
Philotheca freyciana är en vinruteväxtart som beskrevs av Rozefelds. Philotheca freyciana ingår i släktet Philotheca och familjen vinruteväxter. Inga underarter finns listade i Catalogue of Life.